# 祖瑩
祖 瑩（そ えい、生没年不詳）は、北魏から東魏にかけての学者・官僚。字は元珍。本貫は范陽郡遒県（現在の河北省保定市淶水県）。

## 経歴
祖季真の子として生まれた。8歳で『詩経』や『尚書』を読むことができ、12歳で中書学生となった。学問を好んで書物に耽溺し、昼夜なく読みふけったため、父母が病気になるのを恐れて、読書を禁止したほどであった。そこで灰の中に火を隠し、父母が寝静まった後に、火を頼りに読書し、衣で窓や戸を覆って、明かりが漏れるのを防ごうとしたが、家人に知られてしまった。しかしこのため祖瑩は名を知られるようになり、親族には「聖小児」と呼ばれた。文章を作るのを最も好み、高允に「この子の才器は、諸生の及ぶところにあらず」と評された。中書博士の張天龍が『尚書』を講義したとき、祖瑩は前夜の読書のために寝坊して遅刻してしまった。慌てて駆けつけると講義はすでに始まっており、しかも同房生の李孝怡が礼を誤って上座に導いてしまった。張天龍はあえてとがめず、祖瑩に『尚書』の3篇を暗誦させると、1字の誤脱もなかった。
後に祖瑩は孝文帝に召し出されて五経の章句を挙げてその意味を解説したため、帝の賞賛を受けた。学才と名声により太学博士に任じられた。彭城王元勰の下で司徒法曹行参軍となり、元勰の下で書記をつかさどった。祖瑩は陳郡の袁翻と名声において等しく、当時の都では「袁と祖」と称され、洛中では「祖と袁」と併称された。尚書三公郎に転じた。尚書令の王粛が省中で「平城を悲しむ詩」を詠んだことがあり、元勰がこれを賞賛しようとして、「彭城を悲しむ詩」と言い間違えてしまったことがあった。王粛が戯れにその誤りを咎めると、祖瑩は元勰の面目を守るために、「彭城を悲しむ詩は存在しますが、王公が知らないだけです」といい、「彭城を悲しむは、楚歌四面に起こり、屍は石梁亭に積み、血は睢水の裏に流る」と即興に詠んでみせたため、王粛は感心し、元勰も大いに喜んだ。
祖瑩は冀州鎮東府長史となったが、賄賂を受けたことが発覚して、免官された。後に崔光の推挙により国子博士となり、そのまま尚書左戸部を兼ねた。523年（正光4年）、李崇が柔然に対する北伐のために都督となると、祖瑩はその下で長史となった。524年（正光5年）、軍の物資の補給を滞らせた罪により、免官された。まもなく、散騎侍郎として再起した。孝昌年間、広平王元悌の邸から古玉印が出土すると、祖瑩は黄門侍郎の李琰之とともに鑑定にあたり、晋の太康年間に于闐国王から献上されたものと見抜いて、当時の人に博物と称された。国子祭酒に累進し、給事黄門侍郎・幽州大中正を兼ね、監起居事をつとめ、さらに監議事となった。529年（永安2年）、元顥が洛陽に入ると、祖瑩はその下で殿中尚書となった。孝荘帝が洛陽に帰還すると、元顥のために詔を作った罪で免官された。後に秘書監に任じられ、律暦制定の議論に参与し、容城県子の爵位を受けた。事件に連座して逮捕され廷尉に送られた。前廃帝のとき、車騎将軍の号を受けた。孝荘帝の末年に爾朱兆が洛陽に入ったとき、軍人が楽署を焼いたため、管弦を刻んだ鐘石がほぼ失われていた。祖瑩は長孫稚や元孚とともに雅楽を刻んだ金石の製造をつかさどって、3年で完成させた。車騎大将軍に転じた。532年（太昌元年）、孝武帝が即位すると、祖瑩は太常として儀礼をつかさどり、文安県子に封じられた。東魏の天平初年、鄴への遷都が発議されると、祖瑩は高歓に召し出されて議論に参加した。儀同三司の位を受け、爵位は伯に進んだ。まもなく死去した。尚書左僕射・司徒公・冀州刺史の位を追贈された。文集が編纂されて当時に通行した。
子に祖珽があり、後を嗣いだ。

## 伝記資料
- 『魏書』巻82 列伝第70
- 『北史』巻47 列伝第35